# El buen nombre
El buen nombre es una película dirigida por Mira Nair. Basada en la novela de Jhumpa Lahiri, narra la difícil adaptación de la cultura hindú con la cultura occidental para una chica que ha nacido y vivido en la India.  

## Argumento
Ashoke Ganguli (Irrfan Khan) es un hindú que estudia fibra óptica en Nueva York. Se casa con Ashima (Tabu) en un enlace concertado con una compatriota de su casta, como exige su religión. Esta nunca ha estado fuera de su país. En Estados Unidos tienen 2 hijos, Gogol (Kal Penn) y Sonia (Sahira Nair). 
Su padre le pone ese nombre a su hijo en recuerdo del escritor ruso Nikolái Vasílievich Gógol y su cuentoEl capote. En un principio ese nombre no tiene ningún significado para los amigos del muchacho, pero un día en el instituto el profesor dice que ese escritor era un fracasado que se suicidó. De pronto Gogol ve en su nombre el rechazo de todos sus compañeros, y como culpa de ello a su padre decide cambiar de nombre a Nicki (de Nikolái).
Ashoke es bastante liberal y permite que su hijo cambie de nombre, pero se siente frustrado por el significado que tiene ese autor para él...
Por otra parte, Ashima se siente sola en un país desconocido cuando sus hijos crecen y se independizan... Para colmo recibe la noticia de su padre muere de un ataque al corazón y años después su marido fallece de la misma manera.
En un viaje a la India donde Gogol descubre que quiere ser arquitecto al ver el Taj Majal. Él en contra de los deseos de sus padres tiene una novia no hindú llamada Max pero que de igual forma el romance no prospera y termina Nicki casándose con una mujer de origen hindú pero nacida en Estados Unidos.
Lo valioso de la película es que muestra la cultura hindú en los viajes que la familia realiza a su tierra y se verifica lo difícil que es vivir y criar a los hijos en tierras extrañas. Gogol en el transcurso de la película descubre el real sentido de su nombre y valora sus raíces, lo que es muy emotivo.